# Geislingen (Zollernalbkreis)
Geislingen ist eine Stadt im Zollernalbkreis in Baden-Württemberg, Deutschland, etwa 60 Kilometer südlich von Stuttgart und drei Kilometer westlich der Kreisstadt Balingen.

## Geographie

### Topographie
Geislingen liegt auf den Platten der untersten Liasstufe, in einer Mulde des Riedbachtals. Ein großer Teil des Stadtgebietes gehört zu dem als Kleiner Heuberg bezeichneten Ausschnitt des Schwäbisches Keuper-Lias-Land. Im Norden und Nordwesten greift es in den Keuperwald hinein. Die steilen Talhänge der oberen Stunzach, welcher der Nordwestgrenze in etwa folgt, sind tief in den mittleren Keuper eingeschnitten. Eine als landwirtschaftlich wertvoll geltende untere Liasstufe breitet sich um die Stadtteile Binsdorf und Erlaheim aus. Darüber steigt es, zum Teil bewaldet, wieder zu einem unruhigen und offenen Gelände an.

### Nachbargemeinden
Folgende Städte und Gemeinden grenzen an die Stadt Geislingen, sie werden im Uhrzeigersinn beginnend im Norden genannt und gehören zum Zollernalbkreis:
Haigerloch, Balingen, Dormettingen, Dautmergen und Rosenfeld.

### Stadtgliederung
Die Stadt Geislingen besteht aus den drei Stadtteilen Geislingen, Geislingen-Binsdorf und Geislingen-Erlaheim, die räumlich mit den früheren Gemeinden gleichen Namens identisch sind. Zum Stadtteil Binsdorf gehören die ehemalige selbständige Stadt Binsdorf, der Ort Loretokapelle, die Höfe Binsdorfer Mühle, Kleinbachmühle und Steinefurthof und die Häuser Hofstetten (Hochsträß), Pelzmühle und Schafhaus. Zum Stadtteil Erlaheim gehört das Dorf Erlaheim. Zum Stadtteil Geislingen gehören die Stadt Geislingen, das Gehöft Waldhof und das Schießhaus. Weitere Wohnplätze sind Schafhaus, Schafhof, Weiherle, Karlshof, Binsenhof, Warnberghof und der Heuberghof.
| Wappen | Stadtteil  | Einwohner |
| ------ | ---------- | --------- |
| Wappen | Geislingen | 4250      |
| Wappen | Binsdorf   | 1250      |
| Wappen | Erlaheim   | 523       |

Der Gemeinderat wird nach dem System der Unechten Teilortswahl gewählt. Entsprechend wird das Wahlgebiet in Wahlbezirke unterteilt, die identisch mit den Stadtteilen sind und entsprechend der baden-württembergischen Gemeindeordnung als Wohnbezirke bezeichnet werden. Die beiden Stadtteile Binsdorf und Erlaheim bilden zugleich Ortschaften im Sinne der baden-württembergischen Gemeindeordnung mit jeweils eigenem Ortschaftsrat und Ortsvorsteher als dessen Vorsitzender. In Binsdorf und Erlaheim sind örtliche Verwaltungsstellen des Bürgermeisteramtes eingerichtet.

### Wüstung
Im Stadtgebiet liegen einige abgegangene, heute nicht mehr bestehende Ortschaften. Im Norden des Stadtteils Binsdorf liegt die Wüstung Ammelhausen, das 1333 und 1340 als Amalahusen erwähnt wird, der Name des Ortes besteht noch als Flurnamen. Bei Hofstetten lag die Ortschaft Berkheim, das um 1340 als Berckha erwähnt wird, zu dieser Zeit jedoch vermutlich schon wüst war, zu Berkheim gehören alemannische Reihengräber aus dem 7. Jahrhundert. Im Bubenhofer Tal lag ein Weiler, vermutlich mit dem Namen Langenau. Ein vermutetes weiteres alemannisches Gräberfeld im Weilertal könnte auf eine weitere abgegangene Siedlung hindeuten. Im Stadtteil Erlaheim liegt in der heutigen Flur Achdorf die vor 1300 abgegangene Ortschaft Dachdorf, das seit 1320 als Flurname erwähnt ist. Der um 1350 und 1384 erwähnte Flurname Hödorf könnte ebenfalls auf eine Wüstung hindeuten. Im Stadtteil Geislingen liegen die Wüstungen Balgenau, seit 1372 als Flurname belegt, und Bergheim, das seit 1490 als Flurname belegt ist.

### Schutzgebiete

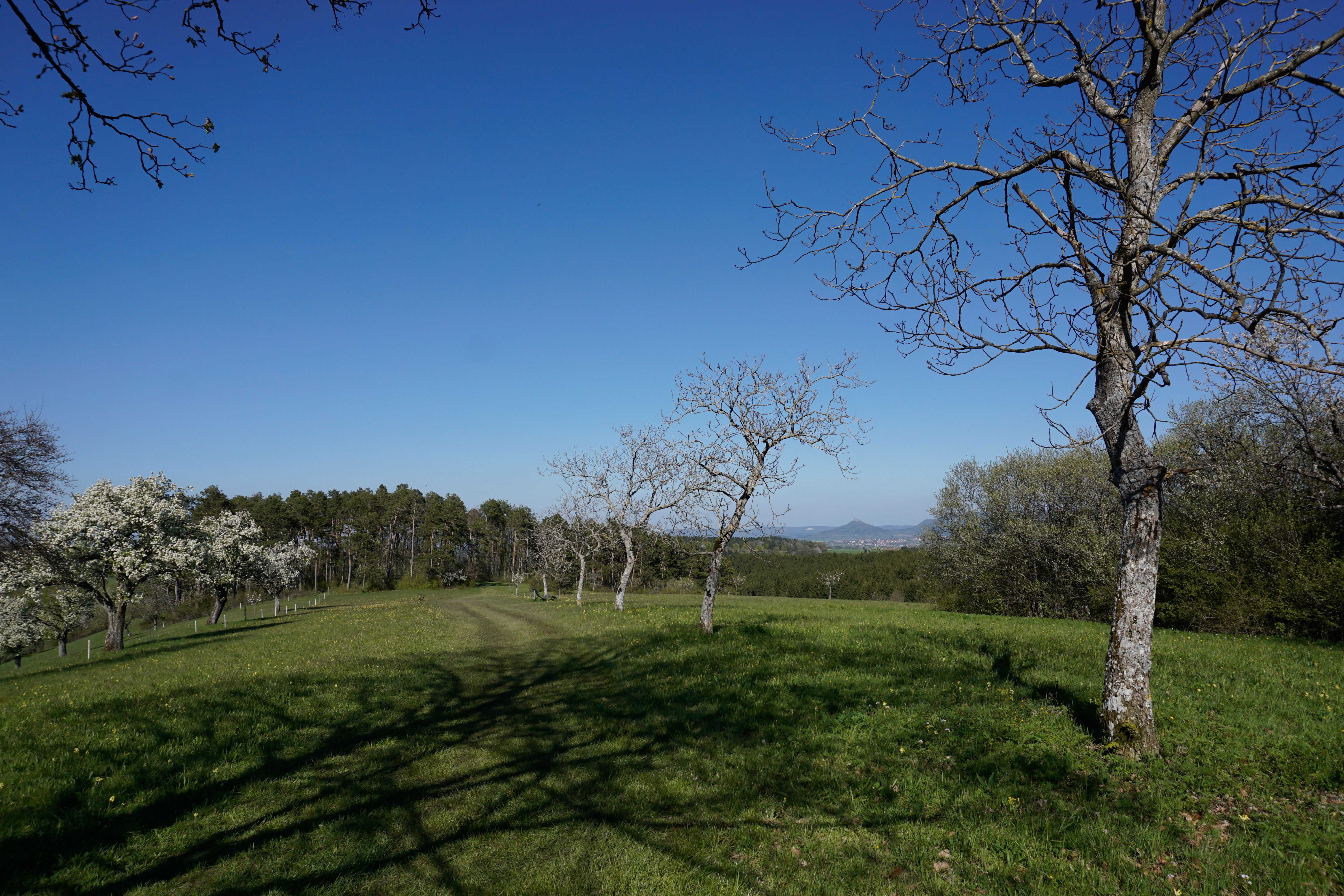
Naturschutzgebiet Eichberg

Auf dem Geislinger Stadtgebiet befinden sich die Naturschutzgebiete Gnagen und Eichberg sowie das Landschaftsschutzgebiet Loretto und Friedhof. Zudem hat die Stadt Anteile an den beiden FFH-Gebieten Gebiete zwischen Bisingen, Haigerloch und Rosenfeld und Kleiner Heuberg und Albvorland bei Balingen sowie am Vogelschutzgebiet Wiesenlandschaft bei Balingen.

### Flächenaufteilung
Der größte Teil der Gemarkung macht die landwirtschaftliche Nutzfläche mit 43,8 % (1399 ha) aus. Die Waldfläche hat 42,1 % (1346 ha) Anteil an der Gemeindefläche. 6,9 % (223 ha) werden von der Gebäude- und Freifläche beansprucht und 5,6 % (177 ha) sind Verkehrsfläche. Erholungsflächen machen 0,6 % (18 ha) aus. 0,4 % (11 ha) sind Wasserflächen und sonstige Flächen 0,6 % (21 ha).
Nach Daten des Statistischen Landesamtes, Stand 2019.

### Landwirtschaft
Die Streuobstwiesen sind nicht nur wegen ihrer landschaftsprägenden Bedeutung so wertvoll, sondern auch wegen ihres ökologischen Reichtums. So bieten sie Lebensraum für viele bedrohte Tier- und Pflanzenarten und dienen als Naherholungsgebiet. Vor allem die alten, heutzutage fast unbekannten Sorten erweisen sich als besondere Aromaträger in der Weiterverarbeitung zu Obstspezialitäten.
Heute gedeihen trotz der Höhenlage hochstämmiges Tafelobst und Reben in Geislingen.
Ein Weinberg und mehrere Streuobstbäume sind nach unsachgemäßer Anwendung von Pflanzenschutzmitteln abgestorben.

## Geschichte

### Frühgeschichte
Südwestlich von Geislingen lag in römischer Zeit ein Kastell des Alblimes, das 1986 im Luftbild entdeckt wurde. In der Wissenschaft hat es den Namen Kastell Geislingen/Häsenbühl. Schon länger sind römische Siedlungsreste bekannt, die wohl zu einem vicus gehören. Neben der Straße, die Rottweil und Rottenburg miteinander verband, stand ein Denkmal mit einer Kaiserinschrift. In der Tabula Peutingeriana ist dieser Streckenverlauf auf der einzigen aus der Antike überlieferten Weltkarte eingezeichnet. Geislingen wurde während der alemannischen Landnahme zwischen dem 3. und 6. Jahrhundert nach Christus gegründet. Die typische -ingen-Endung verweist auf eine Sippe unter der Führung eines Gisilio. Durch zwei Reihengräber, von denen eines südöstlich und das andere nordöstlich von Geislingen liegt, wird vermutet, dass es zwei Siedlungen gab, welche letztendlich zu einer Siedlung wurden.

### Frühmittelalter bis Frühe Neuzeit
Geislingen wurde vermutlich 1188 zum ersten Mal erwähnt. 1279 hieß es Giselingen. Von 1279 bis 1309 werden die Herren von Geislingen erwähnt, welche aber schon damals abgewandert sind. 1342 übten die Herren von Bubenhofen die Ortsherrschaft aus. Sie saßen zunächst in einer Burg, die neben dem heutigen Schloss stand. 1490 wird Sweningers Burghof erwähnt, welcher vermutlich auf eine frühere Anlage hinweist. 1426 erbaute Wolf der Ältere von Bubenhofen das heutige Schloss (heutiger Nordwestflügel). 1516 musste Wolf der Ältere, seine Güter an Hans von Weitingen und Wendel von Hailfingen abgeben, da dieser Schulden bei ihnen hatte, welche für ihn bürgten und seine Schulden bezahlten. 1527 trat Hans von Weitingen das ihm gehörende Schloss und das Dorf an den Vetter von Wendel von Hailfinger und dessen Erben Sebastian Gültlingen ab. Aufgrund von Uneinigkeiten mit seinem Vetter verkaufte Gültingen das Schloss und das Dorf an Hans von Stotzingen, welcher sich ein Jahr später zu Geyselingen nennt. Durch Vererbung über mehrere Familien kam Geislingen im Jahr 1762 an die Freiherren von Stauffenberg. Diese bauten das Schloss in seiner heutigen Form aus.

### Dreißigjähriger Krieg
Während des Dreißigjährigen Kriegs musste der französische General Reinhold von Rosen im November 1643 vor Balingen umkehren, da ihm die Bayern zuvorgekommen waren. Er nahm in Geislingen Quartier, stellte Vorposten auf und die ermüdenden Soldaten legten sich zur Ruhe. In der Nacht vom 7. auf den 8. November wurden sie von Johann von Sporck unerwartet überfallen. Danach steckten die Bayern den Ort in Brand und zogen mit über 200 Gefangenen, zumeist Offizieren, und 300 erbeuteten Pferden wieder ab. Nur Rosen hatte sich im Schloss, mit etwa 300 seiner Soldaten, halten können.

### 19. Jahrhundert bis heute
Kurfürst Friedrich brachte am 28. November 1805 Geislingen unter seine Herrschaft. Der Ort wurde dem Oberamt Balingen zugeordnet, welches von 1806 bis 1918 zum Königreich Württemberg und danach zum gleichnamigen Volksstaat gehörte. Das Rittergut Geislingen, als Privatbesitz der Familie von Stauffenberg, bestand bis 1927, als die Auflassung erfolgte. Die Gemeinde Geislingen hatte in einem Tauschvertrag im Jahr 1925 das Schloss, fünf weitere Gebäude, den Schlossgarten und den Weiher (das heutige Freibad) von der Familie erworben. Bei den Kreisreformen während der NS-Zeit in Württemberg kam Geislingen 1934 zum Kreis und 1938 zum Landkreis Balingen. Nach dem Zweiten Weltkrieg fiel Geislingen in die Französische Besatzungszone und wurde somit 1947 dem neu gegründeten Land Württemberg-Hohenzollern zugeordnet, welches 1952 als Regierungsbezirk Südwürttemberg-Hohenzollern im Land Baden-Württemberg aufging.
Durch die Kreisreform gelangt Geislingen am 1. Januar 1973 zum Zollernalbkreis. Nach der Eingemeindung der Stadt Binsdorf im Zuge der Gemeindereform im Jahr 1974 wurde Geislingen zum 1. Januar 1975 der Stadttitel verliehen.

#### Geislinger Weiberschlacht
Im Dezember 1941 wehrten sich rund 200 Frauen gegen die Schließung des katholischen Kindergartens. Am 1. Dezember 1941 erfuhren die Geislinger, dass der Kindergarten zugunsten eines NSV-Kindergartens geschlossen werden sollte. 40 bis 50 Frauen versammelten sich vor dem Rathaus, erhielten aber keine Auskunft. Am nächsten Tag waren es 200 Frauen und man schickte die Gendarmen und auch ein Gestapo-Kommando, um die Unruhen gewaltsam zu beenden. Bis zum Ende der NS-Zeit wurde der NSV-Kindergarten weitgehendst boykottiert.

### Erlaheim und Binsdorf
Erlaheim und Binsdorf gehörten zu Vorderösterreich. Beide kamen 1805 an Württemberg.

## Religion
Alle drei Stadtteile sind mehrheitlich katholisch.

## Politik

### Gemeinderat
In Geislingen wird der Gemeinderat nach dem Verfahren der unechten Teilortswahl gewählt. Dabei kann sich die Zahl der Gemeinderäte durch Überhangmandate verändern. 2024 hat der Gemeinderat in Geislingen 19 Mitglieder, 2019 waren es 17. Er besteht aus den gewählten ehrenamtlichen Gemeinderäten und dem Bürgermeister als Vorsitzendem. Der Bürgermeister ist im Gemeinderat stimmberechtigt.
Die Kommunalwahl am 9. Juni 2024 führte zu folgendem vorläufigen Endergebnis.
| Parteien und Wählergemeinschaften | Parteien und Wählergemeinschaften           | % 2024  | Sitze 2024 | % 2019 | Sitze 2019 | Kommunalwahl 2024 %50403020100 41,58 %27,82 %20,34 %10,26 %n. k. % CDUABFWSÖLGrüneGewinne und Verlusteim Vergleich zu 2019 %p 16 14 12 10 8 6 4 2 0 −2 −4 −6+14,78 %p+1,32 %p−5,96 %p−4,74 %p−5,4 %pCDUABFWSÖLGrüne |
| CDU                               | Christlich Demokratische Union Deutschlands | 41,58   | 8          | 26,8   | 5          | Kommunalwahl 2024 %50403020100 41,58 %27,82 %20,34 %10,26 %n. k. % CDUABFWSÖLGrüneGewinne und Verlusteim Vergleich zu 2019 %p 16 14 12 10 8 6 4 2 0 −2 −4 −6+14,78 %p+1,32 %p−5,96 %p−4,74 %p−5,4 %pCDUABFWSÖLGrüne |
| AB                                | Aktive Bürger                               | 27,82   | 5          | 26,5   | 4          | Kommunalwahl 2024 %50403020100 41,58 %27,82 %20,34 %10,26 %n. k. % CDUABFWSÖLGrüneGewinne und Verlusteim Vergleich zu 2019 %p 16 14 12 10 8 6 4 2 0 −2 −4 −6+14,78 %p+1,32 %p−5,96 %p−4,74 %p−5,4 %pCDUABFWSÖLGrüne |
| FW                                | Freie Wähler                                | 20,34   | 4          | 26,3   | 4          | Kommunalwahl 2024 %50403020100 41,58 %27,82 %20,34 %10,26 %n. k. % CDUABFWSÖLGrüneGewinne und Verlusteim Vergleich zu 2019 %p 16 14 12 10 8 6 4 2 0 −2 −4 −6+14,78 %p+1,32 %p−5,96 %p−4,74 %p−5,4 %pCDUABFWSÖLGrüne |
| SÖL                               | Sozial-ökologische Liste                    | 10,26   | 2          | 15,0   | 3          | Kommunalwahl 2024 %50403020100 41,58 %27,82 %20,34 %10,26 %n. k. % CDUABFWSÖLGrüneGewinne und Verlusteim Vergleich zu 2019 %p 16 14 12 10 8 6 4 2 0 −2 −4 −6+14,78 %p+1,32 %p−5,96 %p−4,74 %p−5,4 %pCDUABFWSÖLGrüne |
| Grüne                             | Bündnis 90/Die Grünen                       | –       | –          | 5,4    | 1          | Kommunalwahl 2024 %50403020100 41,58 %27,82 %20,34 %10,26 %n. k. % CDUABFWSÖLGrüneGewinne und Verlusteim Vergleich zu 2019 %p 16 14 12 10 8 6 4 2 0 −2 −4 −6+14,78 %p+1,32 %p−5,96 %p−4,74 %p−5,4 %pCDUABFWSÖLGrüne |
| gesamt                            | gesamt                                      | 100,0   | 19         | 100,0  | 17         | Kommunalwahl 2024 %50403020100 41,58 %27,82 %20,34 %10,26 %n. k. % CDUABFWSÖLGrüneGewinne und Verlusteim Vergleich zu 2019 %p 16 14 12 10 8 6 4 2 0 −2 −4 −6+14,78 %p+1,32 %p−5,96 %p−4,74 %p−5,4 %pCDUABFWSÖLGrüne |
| Wahlbeteiligung                   | Wahlbeteiligung                             | 66,52 % | 66,52 %    | 62,2 % | 62,2 %     | Kommunalwahl 2024 %50403020100 41,58 %27,82 %20,34 %10,26 %n. k. % CDUABFWSÖLGrüneGewinne und Verlusteim Vergleich zu 2019 %p 16 14 12 10 8 6 4 2 0 −2 −4 −6+14,78 %p+1,32 %p−5,96 %p−4,74 %p−5,4 %pCDUABFWSÖLGrüne |

### Bürgermeister
Der Bürgermeister wird in direkter Wahl für eine Amtszeit von acht Jahren gewählt. Seit 2007 ist Oliver Schmid (parteilos) Bürgermeister von Geislingen. Er löste Günther-Martin Pauli (CDU) ab, der von 1997 bis 2007 amtierte. Schmid wurde 2015 und 2023 im Amt bestätigt.

### Wappen
| Wappen von Geislingen (Zollernalbkreis) | Blasonierung: „Unter silbernem Schildhaupt in Rot zwei silberne Zickzackbalken.“ |
| Wappen von Geislingen (Zollernalbkreis) | Wappenbegründung: Bei dem Wappen handelt es sich um eine vereinfachte Darstellung des Familienwappens der Herren von Bubenhofen. Diese hatten im 14. Jahrhundert bis ins 16. Jahrhundert ein Rittergut und eine Zeit lang sowohl die hohe als auch die niedere Gerichtsbarkeit in Geislingen. Im Schildhaupt war noch die württembergische Hirschstange abgebildet, welche aber in den 1930er entfernt wurde, da die Gemeinde nicht altwürttembergisch war. Das Schildhaupt erinnert an das Wappen der Grafschaft Hohenberg, zu denen damals die heutigen Ortsteile Binsdorf und Erlaheim gehörten. Das Landratsamt hat die Flagge am 24. Mai 1982 verliehen. |

### Städtepartnerschaft
Geislingen pflegt seit 1999 eine Partnerschaft mit der französischen Gemeinde Ruoms im Département Ardèche.

## Bauwerke

Katholische Pfarrkirche St. Ulrich

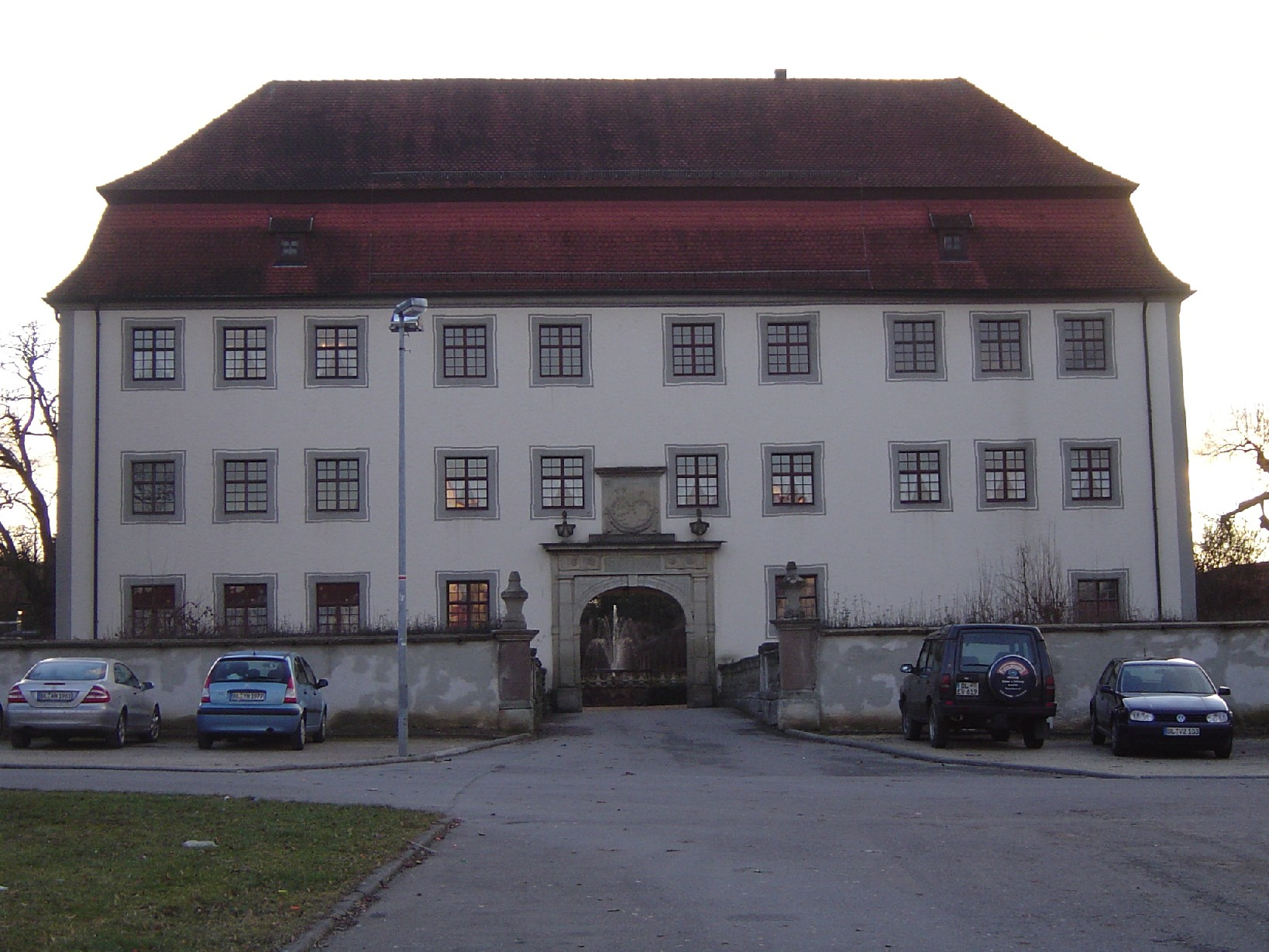
Wasserschloss

- Katholische Pfarrkirche St. Ulrich (Neubau 1928), eines der wenigen Beispiele für die Architektur des Expressionismus
- Wasserschloss von 1426 (in welchem sich auch die Stadtbücherei befindet)
- Josephskapelle von 1914
- ehemaliges Dominikanerinnenkloster in Binsdorf
- Katholische Kirche St. Markus von 1837 in Binsdorf
- Katholische Kirche St. Silvester in Erlaheim
- Loretokapelle in Binsdorf

## Wirtschaft und Infrastruktur

### Verkehr
Die Landesstraße 415 verbindet Geislingen im Westen mit der Bundesautobahn 81 bei Oberndorf am Neckar und im Osten mit Balingen und damit mit der Bundesstraße 27. Binsdorf ist über die Kreisstraße 7121 und Erlaheim über die K 7122 mit der L 415 verbunden.
Der Öffentliche Nahverkehr wird durch den Verkehrsverbund Neckar-Alb-Donau (NALDO) gewährleistet. Die Stadt befindet sich auf der Wabengrenze 330/331.

### Unternehmen
Geislingen mit den Teilorten Binsdorf und Erlaheim kann eine kleine Anzahl mittelständischer Unternehmen vorweisen.

## Persönlichkeiten
- Friedrich August Lehner (1824–1895), Kunsthistoriker und Museumsdirektor

## Ehrenbürger
- 1988: Theodor Magnus Friedrich Streble, Stadtpfarrer (1912–2003)
- 2002: Siegfried Ginter, Bürgermeister (1932–2012)